# Jeff Beck

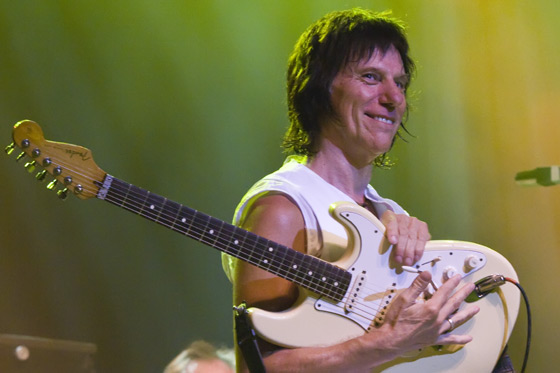
Jeff Beck i the Enmore Theatre, Sydney, Australien, 4 februari 2009.

Geoffrey (Jeff) Arnold Beck, född 24 juni 1944 i Wallington, Sutton, södra London, död 10 januari 2023 nära Wadhurst, East Sussex, var en brittisk gitarrist.
Beck växte upp med mycket sydstatsjazz, blues och 50-talets rock'n'roll-musik. Han var starkt inspirerad och formad av dessa stilar. Han sade själv att om han inte bryter mot alla möjliga regler som finns i en låt så har han misslyckats.
På 1960-talet var Beck medlem i The Yardbirds tillsammans med bland andra Jimmy Page (som senare bildade gruppen Led Zeppelin) och ersatte Eric Clapton (sedermera medlem i John Mayall's Bluesbreakers, Cream och Derek and the Dominos). År 1967 bildade han The Jeff Beck Group tillsammans med bland andra Rod Stewart och Ron Wood. "Hi Ho Silver Lining", "Becks Bolero" och "Love is Blue" är några av Becks hitsinglar under slutet av 1960-talet. 1969 medverkade han också på Donovans hitsingel "Barabajagal".
Han bildade på 1970-talet den kortvariga gruppen Beck, Bogert & Appice som spelade in ett album. Han släppte sedan ett antal fusioninriktade album bland annat Blow by Blow 1975 och Wired 1976 som blev framgångsrika i USA, och senare There and Back (1980)
År 1985 medverkade han på Rod Stewarts hitcover på The Impressions "People Get Ready".
Trots att Beck inte var speciellt känd hos allmänheten (mycket beroende på att han valt att inte sjunga som till exempel Eric Clapton, men även på att han rör sig så fritt mellan olika genrer), så lär han vara en av världens mest respekterade gitarrister av just gitarrister. 
Han var rankad som nummer 5 på top 100-listan enligt Rolling Stone's "List of the 100 Greatest Guitarists of All Time".
År 2009 invaldes Beck i Rock and Roll Hall of Fame.
Beck, en åttafaldig Grammy-vinnare, fick två platser i Rock & Roll Hall of Fame, 1992 med Yardbirds och som soloartist 2009.
Jeff Beck avled den 10 januari 2023 i akut bakteriell meningit på ett sjukhus nära hemmet i Wadhurst i East Sussex i södra England.

## Diskografi (urval)

### Med The Yardbirds
- For Your Love (1965)
- Having a Rave Up (1965)
- Roger the Engineer (1966)

### Med The Jeff Beck Goup
- Truth (1968)
- Beck-Ola (1969)
- Rough and Ready (1971)
- Jeff Beck Group (1972)

### Med Beck, Bogert & Appice
- Beck, Bogert & Appice (1973)

### Soloalbum
- Blow by Blow (1975)
- Wired (1976)
- Jeff Beck with the Jan Hammer Group Live (1977)
- There and Back (1980)
- Flash (1985)
- Jeff Beck's Guitar Shop (1989)
- Frankie's House (1992)
- Crazy Legs (1993)
- Who Else! (1999) med låten Angel (Footsteps)
- You Had It Coming (2001)
- Blue Wind (2001)
- Jeff (2003)
- Emotion & Commotion (2010)